# Szinkronúszás a 2000. évi nyári olimpiai játékokon
A 2000. évi nyári olimpiai játékokon a szinkronúszást szeptember 24. és 29. között rendezték. Két versenyszámban, párosban és csapatban avattak olimpiai bajnokot.

## Éremtáblázat
(Az egyes számoszlopok legmagasabb értéke vagy értékei vastagítással kiemelve.)
| A 2000. évi nyári olimpiai játékok éremtáblázata szinkronúszásban | A 2000. évi nyári olimpiai játékok éremtáblázata szinkronúszásban | A 2000. évi nyári olimpiai játékok éremtáblázata szinkronúszásban | A 2000. évi nyári olimpiai játékok éremtáblázata szinkronúszásban | A 2000. évi nyári olimpiai játékok éremtáblázata szinkronúszásban | Olimpia  |
| ----------------------------------------------------------------- | ----------------------------------------------------------------- | ----------------------------------------------------------------- | ----------------------------------------------------------------- | ----------------------------------------------------------------- | -------- |
|                                                                   | Ország                                                            | Arany                                                             | Ezüst                                                             | Bronz                                                             | Összesen |
| 1.                                                                | Oroszország (RUS)                                                 | 2                                                                 | 0                                                                 | 0                                                                 | 2        |
|                                                                   |                                                                   |                                                                   |                                                                   |                                                                   |          |
| 2.                                                                | Japán (JPN)                                                       | 0                                                                 | 2                                                                 | 0                                                                 | 2        |
|                                                                   |                                                                   |                                                                   |                                                                   |                                                                   |          |
| 3.                                                                | Franciaország (FRA)                                               | 0                                                                 | 0                                                                 | 1                                                                 | 1        |
| 3.                                                                | Kanada (CAN)                                                      | 0                                                                 | 0                                                                 | 1                                                                 | 1        |
|                                                                   |                                                                   |                                                                   |                                                                   |                                                                   |          |
| Összesen                                                          | Összesen                                                          | 2                                                                 | 2                                                                 | 2                                                                 | 6        |

## Érmesek
| A 2000. évi nyári olimpiai játékok érmesei szinkronúszásban | | | |
| Versenyszám                                                 | Arany | Ezüst | Bronz |
| Páros                                                       | Oroszország (RUS) · Olga Brusznyikina · Marija Kiszeljova | Japán (JPN) · Tacsibana Mija · Takeda Miho | Franciaország (FRA) · Virginie Dedieu · Myriam Lignot |
| Csapat                                                      | Oroszország (RUS) · Jelena Antonova · Jelena Azarova · Olga Brusznyikina · Marija Kiszeljova · Olga Novokscsenova · Irina Persina · Jelena Szoja · Julija Vasziljeva · Olga Vaszjukova | Japán (JPN) · Dzsinbo Rei · Egami Ajano · Fudzsii Raika · Iszoda Jóko · Joneda Jóko · Joneda Júko · Tacumi Dzsuri · Tacsibana Mija · Takeda Miho | Kanada (CAN) · Lyne Beaumont · Claire Carver-Dias · Erin Chan · Jessica Chase · Catherine Garceau · Fanny Létourneau · Kirstin Normand · Jacinthe Taillon · Reidun Tatham |